# Uniwersytet w Porto
Uniwersytet w Porto (port. Universidade do Porto) – istniejący od 1911 roku portugalski uniwersytet w Porto, o tradycjach sięgających XVIII wieku. Największa instytucja edukacyjna i badawcza w Portugalii.

## Historia
Universidade do Porto został oficjalnie otwarty 22 marca 1911 roku, jednak jego korzenie sięgają 1762 roku, kiedy to Józef I Reformator utworzył da Aula de Náutica – szkołę marynarską. W 1825 roku otworzono pierwszą szkołę medyczną w Porto – Real Escola de Cirurgia, którą w 1836 roku przemianowano na Escola Médico-Cirúrgica. Współczesny Wydział Sztuk Pięknych ma swoje początki w założonej w 1779 roku szkole rysunku Aula de Debuxo e Desenho. Wydział Inżynierii powstał w 1915 roku jako Faculdade Técnica i w 1926 roku otrzymał obecną nazwę Faculdade de Engenharia.
W czasach Drugiej Republiki Portugalskiej, w roku 1928, Wydział Literatury został zamknięty; otworzono go ponownie w 1961 roku. Instytut Nauk Biomedycznych im. Abla Salazara i Wydział Sportu powstały w 1975 roku, Wydział Psychologii i Nauk o Edukacji – w 1977, Wydział Architektury – w 1979, Wydział Stomatologii w 1989, Wydział Nauk o Żywności i Żywieniu – w 1992, Wydział Sztuk Pięknych – w 1992, a Wydział Prawa – w 1994.
Porto Management School została założona w 1988, a w 2008 roku zmieniono jej nazwę na Escola de Negócios da Universidade do Porto.

## Podstawowe statystyki
| Rankingi          | Rankingi         |
| Rankingi krajowe  | Rankingi krajowe |
| Ranking           | 2014             |
| ----------------- | ---------------- |
| Webometrics       | 1                |
| Rankingi światowe |                  |
| Webometrics       | 125              |
| Times             | 351-400          |
| QS World          | 293              |

Na uniwersytecie studiuje 31676 studentów, z czego 1483 to obcokrajowcy ze 111 krajów. Pracowników naukowych jest 2382, z czego 83 jest obcokrajowcami.

## Program dydaktyczny
Uniwersytet oferuje 35 kierunków studiów I stopnia, 138 kierunków studiów II stopnia i 91 kierunków studiów III stopnia. Uniwersytet jest największą tego typu instytucją w Portugalii.

## Wydziały
W ramach uniwersytetu działają następujące wydziały:
- Wydział Architektury (Faculdade de Arquitetura),
- Wydział Sztuk Pięknych (Faculdade de Belas Artes),
- Wydział Nauk Ścisłych (Faculdade de Ciências),
- Wydział Nauk o Żywności i Żywieniu (Faculdade de Ciências da Nutrição e da Alimentação),
- Wydział Sportu (Faculdade de Desporto),
- Wydział Prawa (Faculdade de Direito),
- Wydział Ekonomii (Faculdade de Economia),
- Wydział Inżynierii (Faculdade de Engenharia),
- Wydział Farmacji (Faculdade de Farmácia),
- Wydział Literatury (Faculdade de Letras),
- Wydział Medycyny (Faculdade de Medicina),
- Wydział Stomatologii (Faculdade de Medicina Dentária),
- Wydział Psychologii i Nauk o Edukacji (Faculdade de Psicologia e de Ciências da Educação),
- Instytut Nauk Biomedycznych im. Abla Salazara (Instituto de Ciências Biomédicas Abel Salazar),
- Porto Business School.

## Jednostki ogólnouczelniane i międzywydziałowe
Uniwersytet posiada 9 laboratoriów oraz 16 bibliotek i 14 muzeów. W bibliotekach przechowywane jest 864324 wydawnictw zwartych i 593 wydawnictw ciągłych.

## Badania naukowe
Universidade do Porto jest największą instytucją prowadzącą badania naukowe w Portugalii. Średnia cytowalność prac naukowych pracowników uniwersytetu za lata 2009-2011 wynosiła 4.7. Uniwersytet posiada 41 patentów (do grudnia 2012) i 19 patentów międzynarodowych.